# 克列科季納
48°47′47″N 28°11′58″E / 48.79639°N 28.19944°E
克列科季納（烏克蘭語：Клекотина），是烏克蘭的村落，位於該國西南部文尼察州，由日梅林卡區負責管轄，面積14.1平方公里，海拔高度234米，2001年人口3,872，人口密度每平方公里274.2人。